# Labyrinth (Kartenspiel)
Labyrinth – Das Kartenspiel ist ein Kartenspiel von Spieleautor Max J. Kobbert. Es erschien im Jahr 2000 bei Ravensburger als die fünfte Variante des bekannten Das verrückte Labyrinth aus dem Jahr 1986 vom selben Autor. Das Spiel wird für zwei bis sechs Mitspielende von 7 bis 99 Jahren empfohlen.

## Idee und Ausstattung
Das Spiel wird als Kartenspielbox verkauft. Illustration:Andreas Härlin, Joachim Krause. Design: Ravensburger. Der Inhalt dieser Kartenspielbox: 50 Labyrinthkarten,1 Spieleanleitung
Das Spiel wurde 2003 als Beigabe bei Kellogg's Cornflakes mit ausgeliefert. Das Spiel hatte – im Gegensatz zum Original-Kartenspiel – nur 25 Karten, die man aus der Verpackung ausschneiden konnte. Dadurch hat das Kartenspiel in Deutschland einen großen Verteilungsgrad erreicht.

## Spielablauf
Zu Beginn des Spiels werden die Karten gemischt, jede mitspielende Person erhält zwei Karten, zusätzlich wird mit vier Karten ein Quadrat auf dem Tisch gebildet. Die restlichen Karten werden als Stapel verdeckt ausgelegt.
Laut Spielanleitung soll nun die jüngste Person beginnen. Dazu nimmt sie eine ihrer beiden Karten und legt sie an dem ausgelegten Quadrat an. Mit etwas Glück und nachdenken gelingt es das eines der Bilder (z. B. Gespenst, Krone, Schatzkarte usw.), welches auf der Karte zu sehen ist sich im Quadrat wieder findet. Sind beide Bilder/Schätze über einen Weg miteinander verbunden darf der Schatz gehoben werden. Die Trophäe ist immer die Karte, welche bereits vorher lag, auf keinen Fall die gerade Angelegte. Dabei ist aber darauf zu achten, dass die verbleibenden ausgeliegende Karten auf jeden Fall noch mit mindestens einer ihrer Seiten eine andere Karte berühren. Die gewonnenen Schätze legt man als Gewinnpunkt bei sich ab. Nun wird noch eine Karte vom Ablagestapel genommen so das man wieder zwei Karten in der Hand hält. Damit ist der Spielzug beendet und die nächste mitspielende Person fährt in gleicher Weise fort.
Nicht immer ist es möglich eine Verbindung zwischen zwei Schätzen her zu stellen. Mit etwas knobeln, drehen der Karten und nach anderen Anlegepunkten suchen, eröffnen sich dann aber doch oft genug Wege die man zunächst nicht gesehen hat. Oft führt aber eben auch kein Weg zu einem Partner. Manchmal aber lassen sich auch durch eine neu angelegte Karte mehrere Schätze miteinander verbinden. In letzterem Fall können dann eben auch mehrere Schätze gehoben werden.
Ziemlich schnell ist vom ursprünglich ausgelegten Quadrat nichts mehr zu sehen und damit lösen sich auch Verbindungen auf. Je mehr Karten auf dem Tisch liegen desto unübersichtlicher die Situation. Da heißt es aufpassen das nicht doch eine Karte aller Verbindungen beraubt wird bei Entnahme des Gewinns.
Mit Glück und Strategie gilt es soviel Karten wie nur möglich sich an zu eignen. Wurde die letzte Karte vom Ablagestapel genommen nähert sich das Spiel dem Ende. Die in den Händen befindlichen Karten werden in den letzten beiden Runden noch ausgespielt. Dann heißt es die gewonnenen Karten zu zählen. Gewonnen hat, wer die meisten Schätze einsammeln konnte.

## Zielgruppe und Spielprinzip
Labyrinth – Das Kartenspiel ist ein Anlegespiel. Die Spielenden bauen aus den angelegten Karten ein Labyrinth auf und entnehmen wieder andere Karten, wobei das gesamte Kartenbild immer zusammenhängend bleibt. Bernward Thole stellte in seiner Rezension für die Website des Spiel des Jahres fest, dass Kobbert seine „Grundidee der zu verrückenden Labyrinthe noch einmal radikal eingedampft “hätte. Es wird als einfach und spaßig beschrieben, mit geringer Spieltiefe. Andere nennen es eine Mischung aus Memory, dem ursprünglichen verrückten Labyrinth „und ein Spritzer Carcassonne“. Eine Rezension auf Reich der Spiele beschrieb es als „lockeres, leichtes, kurzes und kurzweiliges Spiel, das dennoch etwas Mitdenken erfordert“ und lobte, dass es mit jeder Zahl an Mitspielenden von zwei bis sechs gut spielbar sei. Andere finden durchaus strategische Optionen in der Form des Labyrinths. Eine lange Kette ermöglicht nur die äußeren Karten zu entnehmen, ohne dass das Labyrinth zerbricht. Mitspieler, die eine solche Form bauen, machen es den Gegnern schwer auch wenn sie passende Karten hätten. Bei einem kompakten, großen Labyrinth lassen sich leichter Karten entnehmen, so dass hier die Strategie eher darauf liegen kann, zwei Karten mit einem Zug zu bekommen.
Praktisch alle Rezensionen erwähnen, dass es sich wegen der kleinen Größe besonders zum Mitnehmen und auf Reisen eignet. Der Verlag führt es auch in seiner Reihe an Reisespielen auf.